# Roßbach (Niedertaufkirchen)
Roßbach ist ein Gemeindeteil der Gemeinde Niedertaufkirchen im oberbayerischen Landkreis Mühldorf am Inn.

## Geografie
Das Kirchdorf liegt in der Region Südostoberbayern im tertiären Hügelland zwischen den Talniederungen von Rott und Isen nordöstlich von Niedertaufkirchen auf Höhen um 486 m ü. NHN auf einem Seitentalsporn des Roßbachs, eines Zuflusses der Rott. Nach Nordwesten zu fällt das Gelände über einen direkt anschließenden Hangwald ins Roßbachtal ab, jenseits dessen sich der Maisöder Forst erhebt, an die anderen Ortsrändern grenzen Felder und seltener Wiesen.
Roßbach hat etwa zweieinhalb Dutzend Hausnummern, dazu kommen noch einige Nebengebäude. Es wird von der Kreisstraße MÜ 47 durchzogen, die nordostwärts nach Markt Massing führt.

## Geschichte
Die katholische Pfarrkirche St. Ägidius stammt wohl aus dem 12. Jahrhundert. Über viele Jahrhunderte bis zur Säkularisation 1802 war der bedeutendste Grundherr das Erzstift Salzburg und dessen Vogtgericht Mühldorf (Unteramt Altmühldorf, Obmannschaft Niedertaufkirchen). Roßbach gehörte gleichwohl zum Rentamt Landshut und zum Landgericht Neumarkt des Kurfürstentums Bayern. Das Schloss Hellsberg war zudem Sitz einer Hofmark. Im Zuge der Verwaltungsreformen in Bayern entstand mit dem Gemeindeedikt von 1818 die Gemeinde Roßbach. Sie umfasste folgende Orte:
- Albing
- Bergmaier
- Eckeröd
- Eckersbach
- Feuereck
- Furth
- Ganglfing
- Giglöd
- Hellsberg
- Hinteralbing
- Hintergrub
- Jepolding
- Kager
- Kleinthalham
- Leiten
- Leoprechting
- Loh
- Maisöd
- Naglöd
- Neuburg
- Oberhausleiten
- Pirket
- Römersberg
- Schanöd
- Schwareit
- Unterhausleiten
- Zaunöd

Im Zuge der Gebietsreform in Bayern wurde am 1. Mai 1978 wurde die Gemeinde Roßbach nach Niedertaufkirchen eingegliedert.